# Presa di Mỹ Tho
La presa di Mỹ Tho del 12 aprile 1861 fu un'importante vittoria franco-spagnola durante la campagna di Cochinchina (1858-1862). Questa campagna, combattuta tra francesi e spagnoli da una parte e i vietnamiti dall'altra, iniziò come una limitata spedizione punitiva e finì come una guerra coloniale di conquista francese. La guerra si concluse con l'istituzione della colonia francese di Cocincina, e diede inizio a quasi un secolo di dominio coloniale francese in Vietnam.

## Contesto
Dopo le prime vittorie francesi e spagnole a Tourane (attuale Đà Nẵng) e Saigon, la campagna di Cochinchina raggiunse un punto di equilibrio nel 1860. Nel marzo 1860 gli alleati furono costretti ad evacuare Tourane. Allo stesso tempo si trovavano sotto assedio a Saigon, città che era stata occupata il 17 febbraio 1859 da una spedizione franco-spagnola al comando dell'ammiraglio Charles Rigault de Genouilly. Nel 1860 l'arrivo di massicci rinforzi provenienti dal corpo di spedizione francese in Cina permise ai francesi di riprendere l'iniziativa. All'inizio del 1861 l'ammiraglio Léonard Charner ruppe l'assedio di Saigon sconfiggendo l'esercito vietnamita nella battaglia di Kỳ Hòa (25 febbraio 1861). Questa vittoria diede a Charner l'opportunità di passare all'offensiva contro i vietnamiti. Charner decise di colpire prima Mỹ Tho e successivamente Biên Hòa e Vĩnh Long.

## La spedizione a Mỹ Tho

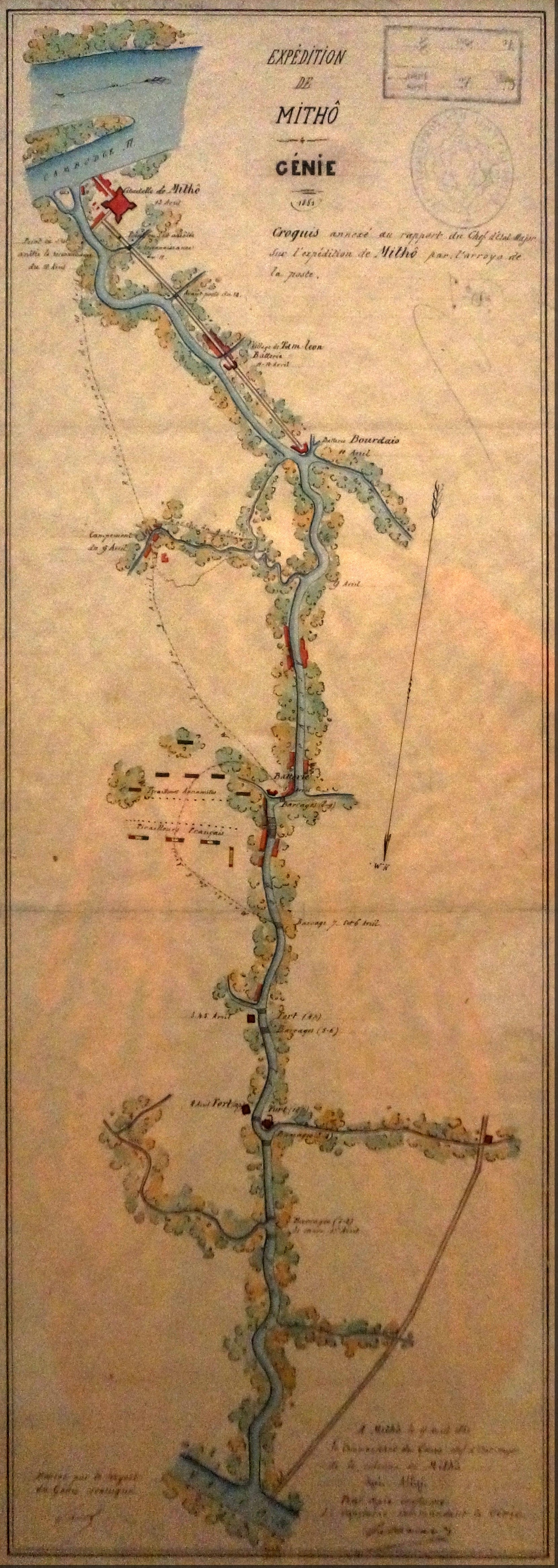

La spedizione contro Mỹ Tho fu inizialmente guidata dal capitano di fregata Bourdais, capitano dell'avviso Monge.  Oltre al Monge, Bourdais aveva a sua disposizione le cannoniere di prima classe Alarme e Mitraille e le piccole cannoniere n. 18 e 31, comandate rispettivamente dai tenenti di vascello Sauze, Duval, Peyron e de Mauduit. La flottiglia trasportava una forza da sbarco di 200 marinai francesi, 30 soldati spagnoli e un mortaio da montagna.
A Bourdais fu ordinato di avanzare su Mỹ Tho, risalendo un torrente noto ai francesi come Arroyo de la Poste. Il 1º e il 2 aprile 1861 gli alleati bombardarono e catturarono due forti all'imbocco del torrente, e proseguirono distruggendo una serie di palizzate erette dai vietnamiti per impedirne l'accesso.
Il 4 aprile 1861 la spedizione ricevette importanti rinforzi da Saigon: 200 cacciatori, 100 marinai, due compagnie di fanteria di marina, due cannoni da montagna da 40 mmi e due mortai. Questi rinforzi arrivarono a bordo dell'avviso Echo comandato dall'aiutante di campo di Charner, il capitano di vascello Le Couriault du Quilio, che fu messo a capo della spedizione assistito dal capitano di fregata Allizé de Montignicourt. Il 6 aprile 1861 giunse un ulteriore rinforzo di 100 marinai al comando del capitano di fregata Desvaux.
Tra il 6 e l'11 aprile 1861 la spedizione di Le Couriault du Quilio si batté lungo l'Arroyo de la Poste contro una resistenza vietnamita di inegaule intensità.
L'8 aprile 1861 la spedizione fu rinforzata con altre tre cannoniere, le n. 16, 20 e 22, rispettivamente comandate dai tenenti di vascello Gougeard, Béhic e Salmon. Lo stesso giorno i fucilieri francesi affrontarono i fucilieri vietnamiti sulla riva sinistra del torrente, presso un affluente. I vietnamiti lanciarono due navi incendiarie contro due cannoniere francesi. Le enseignes de vaisseau Joucla e Besnard presero entrambe le navi a rimorchio e le incagliarono in un affluente del torrente, dove sera del 9 aprile 1861 furono distrutte dal fuoco.
Il 10 aprile 1861 un gruppo di esploratori francesi guidati dal capitano du Chaffault avanzò lungo la riva sinistra del torrente fino alle mura di Mỹ Tho, dove, prima di tornare a fare rapporto, ebbe uno scontro a fuoco con i difensori. Le Couriault du Quilio avanzò con le sue cannoniere, che trainavano diversi sloop a bordo dei quali si trovavano 300 soldati e marinai. Il capitano di fregata Bourdais guidò, lungo la riva destra del torrente, un attacco al forte n. 5 con la cannoniera n. 18, ma fu ucciso da una palla di cannone durante il primo scambio di fuoco. Le cannoniere francesi ebbero presto ragione dell'artiglieria del forte, che fu abbandonato dai suoi difensori prima dell'assalto. La cattura di questo forte, ribattezzato Fort Bourdais dai francesi, aprì la strada di Mỹ Tho. L'avanzata verso Mỹ Tho continuò con la presa di Tam Léon sulla riva destra del torrente. In questo momento gli effettivi franco-spagnoli contavano 900 uomini e 18 cannoni.
L'11 aprile 1861 la spedizione si raggiunse Mỹ Tho e si preparò per dare assalto la città il giorno seguente. L'assalto non fu necessario. Una flottiglia di navi da guerra al comando dell'ammiraglio François Page, che su ordine di Charner risaliva il fiume Mekong per attaccare Mỹ Tho, si presentò davanti alla città il 12 aprile 1861. Mỹ Tho fu occupata dai francesi lo stesso giorno senza che fosse sparato un sol colpo.